# Бързо движение на очите
Бързо движение на очите (на английски: rapid eye movement), съкратено БДО (REM), се нарича фаза на съня, която се характеризира с бързи движения на очите.
Идентифицирано е от Клейтман и Асерински през 1950-те години. БДО сънят при възрастен човек обикновено трае около 20 – 25 % от всички фази на съня или около 90 – 120 минути всяка нощ. Установено е, че по време на БДО се преминават повечето от ярките сънища, които сме способни да запомним при събуждане. За нормална нощ спящият човек преминава през 4 – 5 фази на БДО. Докато първите са по-кратки, след всяка следваща фаза времетраенето се увеличава.
Според някои метафизици това е последната от 3-те фази от цикъла на съня, в която се създават физически ориентираните съновидения (т.е. тези, които сме в състояние да запомним) и сънуващият прилага на практика знанията, получени през предните 2 фази.